# Carottes râpées
Pour les articles homonymes, voir Carotte (homonymie) et Rapée.
Les carottes râpées, ainsi que la salade de carottes râpées, constituent une forme de présentation courante de la carotte, qui a subi un processus de râpage. Elles peuvent être réalisées manuellement avec l'utilisation d'une râpe. Souvent servi en entrée, ce mets est une des formes de crudités les plus répandues avec les betteraves, le céleri-rave rémoulade ou encore la macédoine de légumes,.

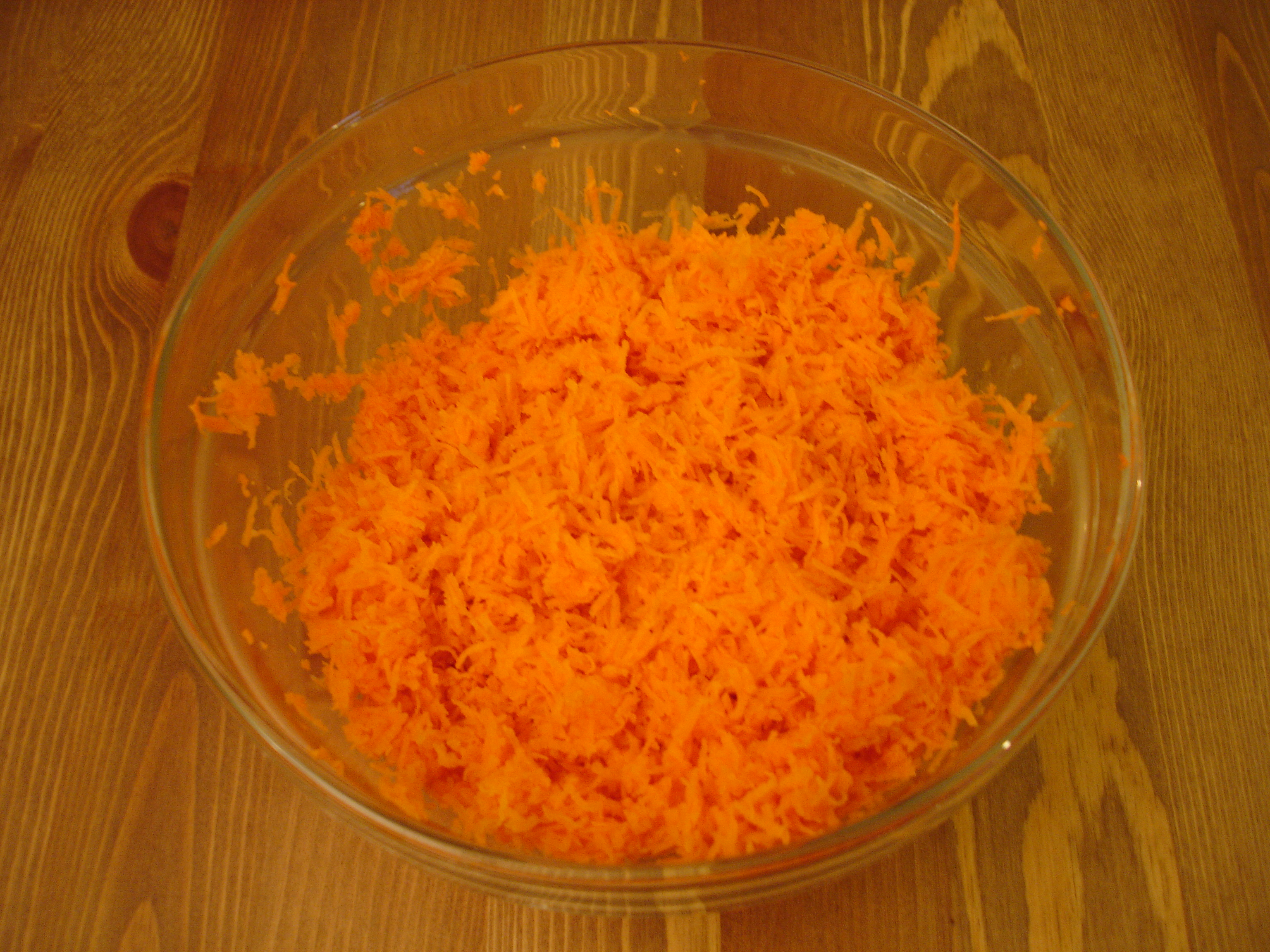
Des carottes râpées dans un saladier.
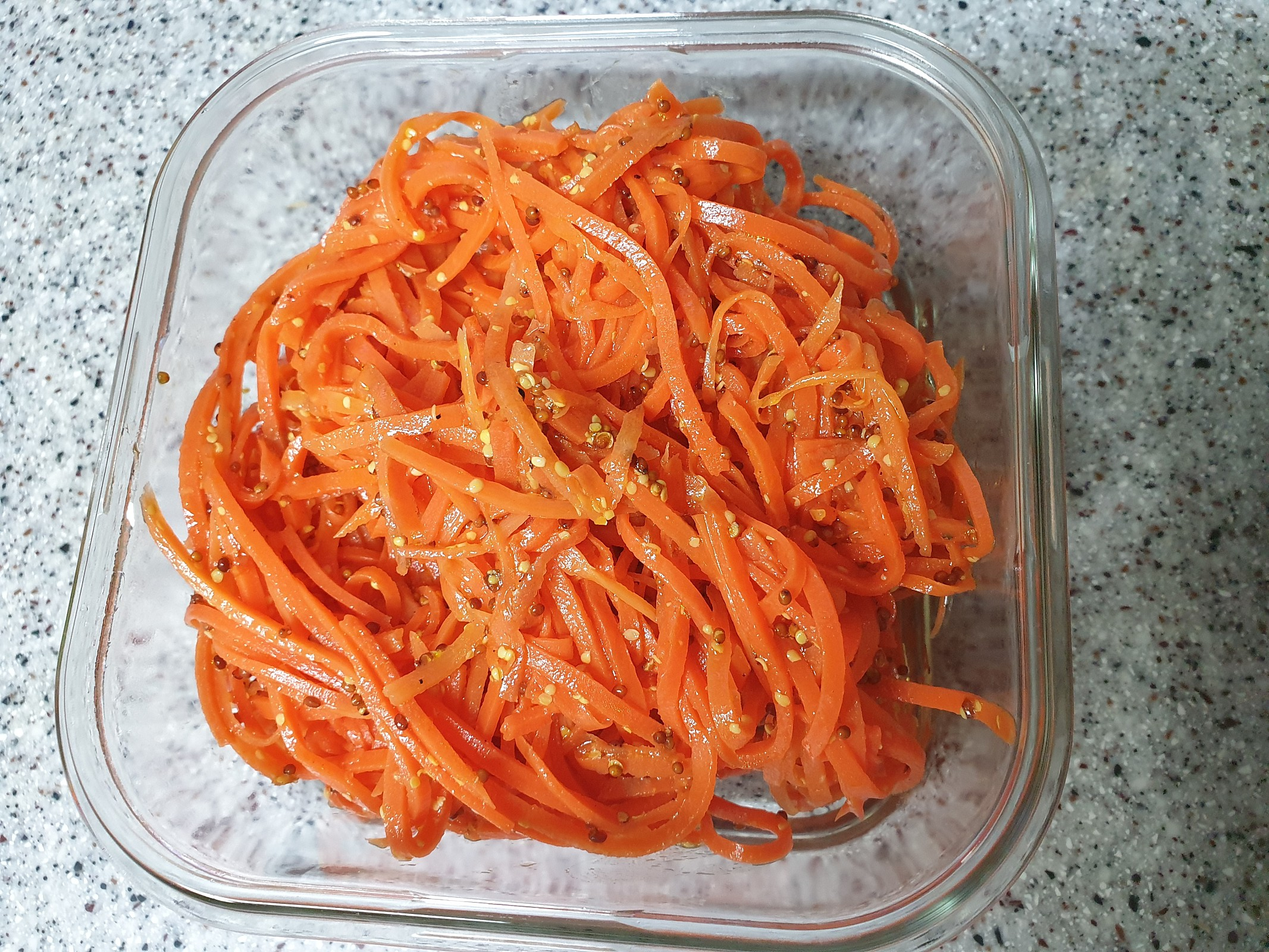
Une salade de carottes râpées dans une barquette en Corée du Sud.
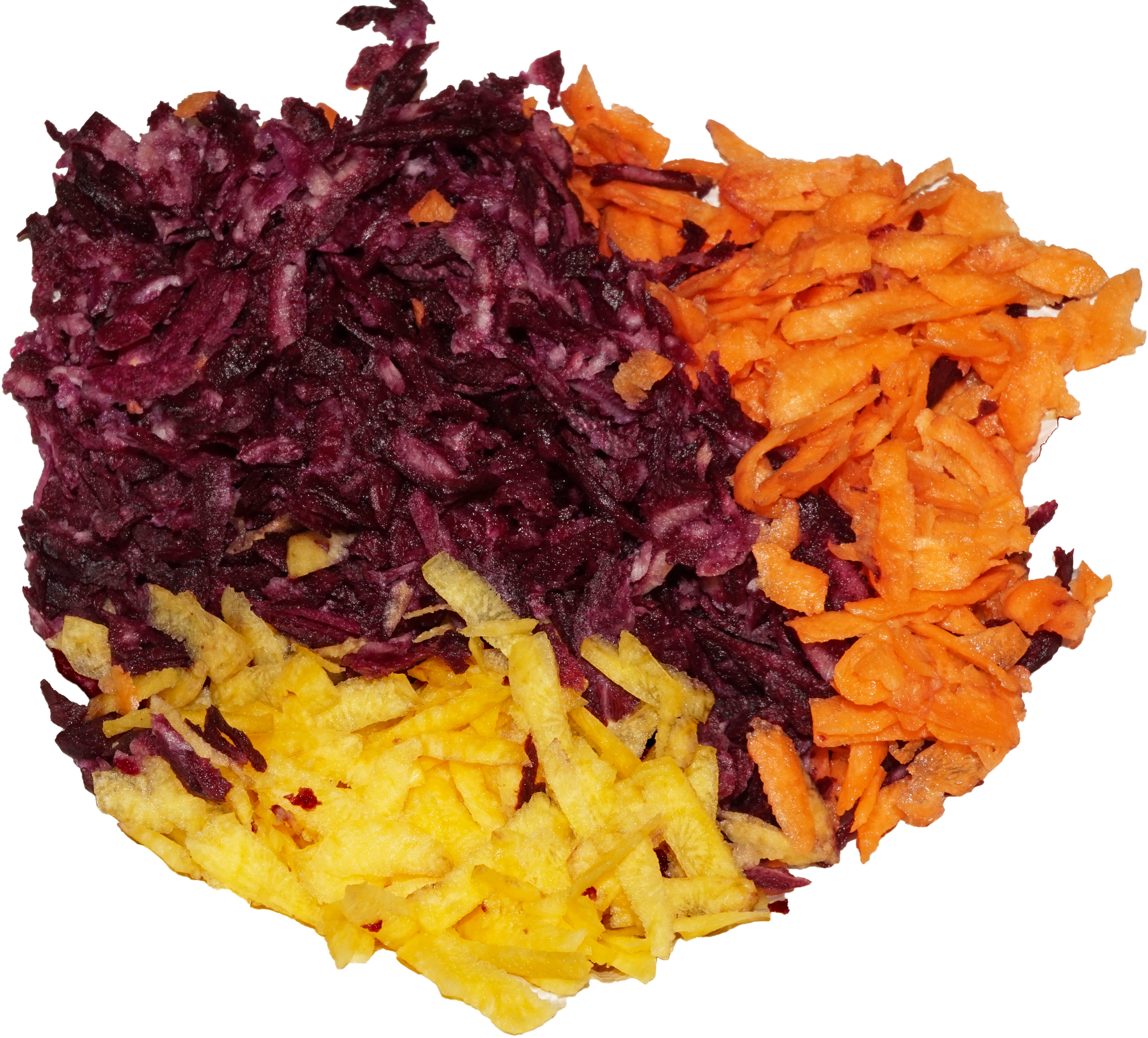
Des carottes râpées composées de trois carottes de couleur différente.
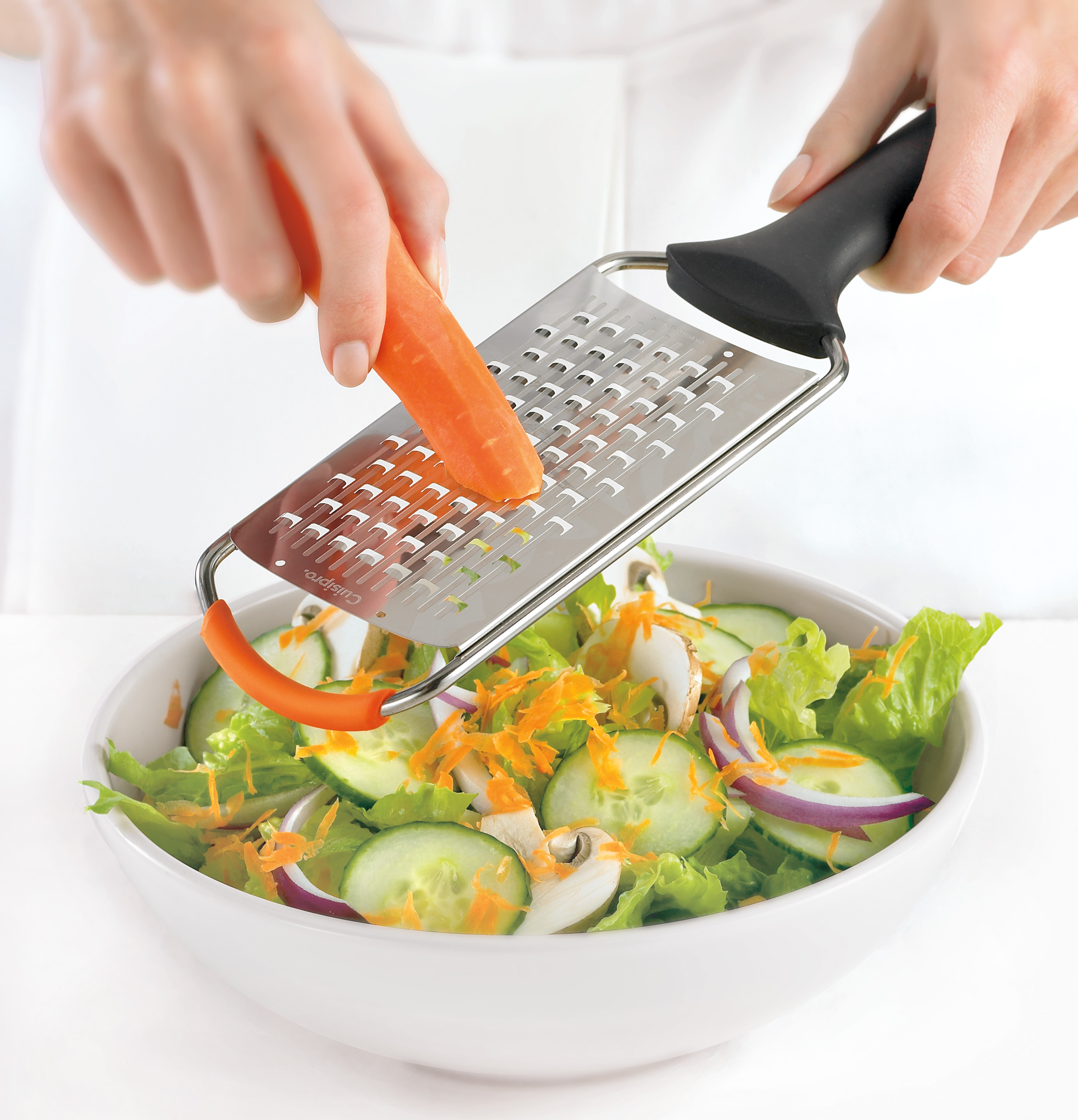
Une carotte en cours de râpage au dessus d'un bol de crudités.